# Benito Juárez

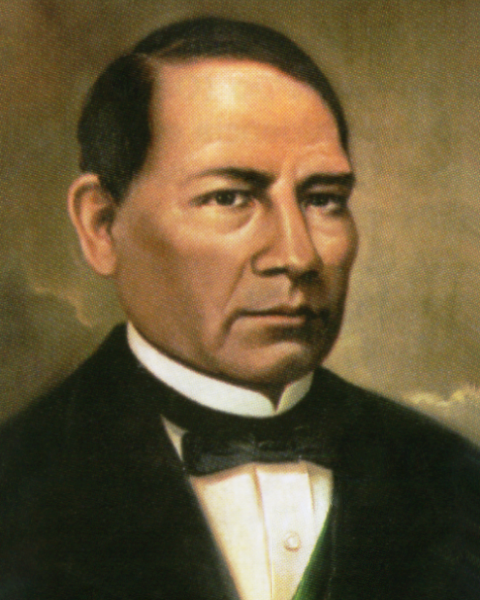
Benito Juárez

Benito Pablo Juárez García [beˈnit̪o ˈpaßlo ˈxu̯aɾez ɣ̞aɾˈsia] (21. března 1806 Guelatao de Juárez – 18. července 1872 Ciudad de México) byl mexický politik; původem zapotékovský Indián. V letech 1857–1863 a 1867–1872 byl prezidentem Mexika.
Pro svůj boj proti francouzské intervenci, která se snažila prosadit v Mexiku císařství, a pro snahu o modernizaci Mexika, je Benito Juárez považován za největší postavu mexické historie a národního hrdinu.

## Život
Ve třech letech mu zemřeli oba rodiče, proto se musel přestěhovat ke svému strýci, ve dvanácti se ovšem připojil k sestře a odešel s ní do Oaxacy. Začal studovat na kněze, nakonec však dal přednost právnickému vzdělání, z kterého roku 1831 absolvoval. Toho roku již zasedal ve státní radě Oaxacy. O deset let později se stal soudcem a následně guvernérem státu v letech 1847 až 1852. V roce 1853 odešel do exilu do New Orleans, jako hodně jeho liberálně smýšlejících politických souputníků, odkud se po volebním vítězství liberálů vrátil po dvou letech do Mexika, aby vykonával v nové vládě funkci ministra spravedlnosti. Za další dva roky byl jmenován předsedou nejvyššího soudu. V roce 1858 se v zemi vzbouřili konzervativci a Juaréz prchl do Veracruzu, kde vytvořil exilovou vládu.
V lednu 1861 se poprvé ujal vlády. Jeho nápadem bylo na dva roky pozastavit placení veškerých dluhů. Na novou vládu reagovaly evropské mocnosti - Velká Británie, Španělsko a Francie, jejichž vojska se vylodila ve Veracruzu. Britské a španělské loďstvo zde hájilo ekonomické zájmy obou zemí a již v dubnu odplulo, Francouzi ovšem ještě dva roky bojovali o mexický trůn a i přes počáteční neúspěchy dobyli v červnu 1863 hlavní město Ciudad de México. Novým císařem se stal rakouský arcivévoda Maxmilián I. a vláda byla donucena přesídlit do města Juárez na americko-mexických hranicích. Po čtyř letech bojů se ovšem Mexičanům s pomocí USA podařilo svrhnout monarchii a císař byl i přes protesty většiny světových státníků 19. června 1867 popraven.
Juaréz poté pokračoval ve funkci prezidenta i přes mozkovou mrtvici do roku 1872, kdy zemřel na srdeční infarkt.